# Herb Królewca

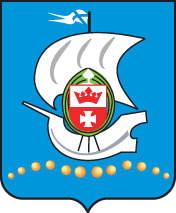
Herb Królewca

Herb Królewca – herb miasta Królewiec. Przedstawia w błękitnej tarczy herbowej biały korab z jednym żaglem i białą banderą z błękitnym krzyżem św. Andrzeja. Pod żaglowcem 12 złotych kul ułożonych w dwie fale, większych pośrodku i malejących ku brzegom tarczy. Symbolizują one bursztyn. Pod żaglem korabia tarcza sercowa dwudzielna w pas, w polu górnym białym czerwona korona, w dolnym czerwonym biały krzyż grecki o rozszerzonych końcach ramion. Tarcza sercowa otoczona wstęgą z medalem „Za zdobycie Königsbergu”. Sama tarcza z koroną i krzyżem jest dawnym herbem starego Królewca.
Statek żaglowy w herbie symbolizuje związek Królewca, miasta leżącego na terenie eksklawy, z resztą Rosji. Autorami herbu są artyści Ernest Grigo i Siergiej Kolewatow.

## Herb w czasach niemieckich

Herb Królewca przed 1945 rokiem

Herb Królewca w czasach niemieckich przedstawiał trzy tarcze z herbami kolejno od lewej (heraldycznie) Lipnika, Starego Miasta i Knipawy, a nad nimi pół czarnego orła pruskiego w koronie, z ukoronowaną tarczą z inicjałami FRW (Friedrich Wilhelm Rex) na piersi. Herb wprowadzono po zjednoczeniu miast w 1724 roku, a oficjalnie rada miejska przyjęła go w 1906 roku.
Herb samego starego miasta to tarcza dwudzielna w pas, z czerwoną koroną na białym (srebrnym) tle, a w polu dolnym z białym (srebrnym) krzyżem w polu czerwonym. W herbie Lipnika znajdowały się na błękitnej tarczy umieszczone w słup dwie białe (srebrne) gwiadzy, a między nimi złota korona. W herbie Knipawy znajdowało się w polu zielonym ramię trzymające złotą koronę, a po jego bokach dwa złote rogi.